# Ve stínu
Ve stínu es una película policial checa de 2012 dirigida por David Ondříček. La película fue seleccionada como candidata checa al Óscar a la mejor película internacional en la 85.ª edición de los Premios Óscar, pero no entró en la lista final.

## Reparto
- Ivan Trojan como Capitán Hakl
- Sebastian Koch como el mayor Zenke
- Soňa Norisová como Jitka
- Jiří Štěpnička como Panek
- David Švehlík como Beno
- Marek Taclík como Bareš
- Filip Antonio como Tom
- Martin Myšička como Jílek
- Miroslav Krobot como Kirsch
- Halka Třešňáková como traductora
- Simona Babčáková como investigadora
- Jaroslav Plesl como periodista en tribunal

## Estreno
La película fue estrenada en la República Checa el 13 de septiembre de 2012.

## Premios
Ve stínu ganó nueve Leones checos en los premios de 2012.